# ランブータン
ランブータン (Rambutan, Nephelium lappaceum L.) は東南アジア原産のムクロジ科の中型から大型の熱帯の果樹である。マレー語でrambutは「毛」「髪」を意味し、それに接尾辞-an（～もの）が付いて「毛の（生えた）もの」という語義を持つ。

## 分布

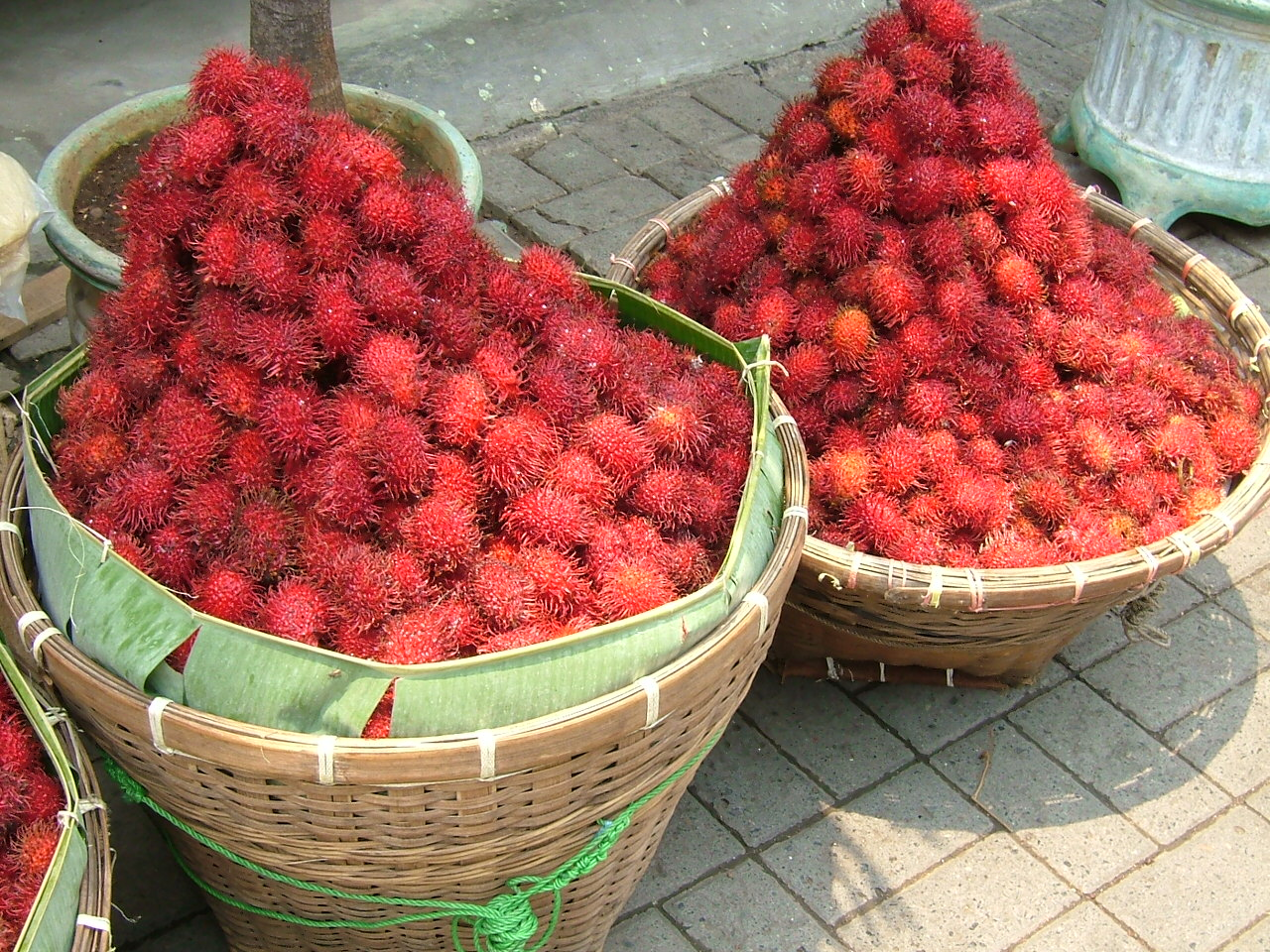
収穫された果実

マレー諸島原産と思われているが、正確な中心的起源地は不明である。熱帯果実のレイシ（ライチー、ライチ、茘枝）やリュウガン（竜眼）と同じムクロジ科に属し、よく似た果実の構造である。東南アジア特有のホームガーデンと呼ばれる、民家に付属した自給用の果樹や蔬菜を栽培する庭園で、果樹として広く植えられ、小規模な果樹園でも栽培される。
東南アジアで最も一般的な果物であるが、それ以外の熱帯地域でも栽培されている。栽培が多いのはアフリカ、インド、インドネシア、カリブ海諸島、カンボジア、スリランカ、中米、フィリピン、マレーシア、ベトナムなどの各国。商業的にはタイが最大の生産国である。東南アジア外でのランブータンの生産についても、オーストラリアでは増加しており、ハワイでは1997年には3大熱帯果実の中に入っている。
果実は赤、ピンクまたは黄色、長さ3-5cmで、1個の種子は胚珠の胚柄から肥大成長した半透明の汁気の多い甘いしっかりした肉質の部分、つまり仮種皮に包まれている。果実は生の状態で売られることが多いが、ジャム、ゼリー、缶詰での利用もある。ランブータンの木は常緑樹なので、果実が多数色づいて熟すと、葉の緑と果実が相まって美しい景観を作り出す。

## 栽培

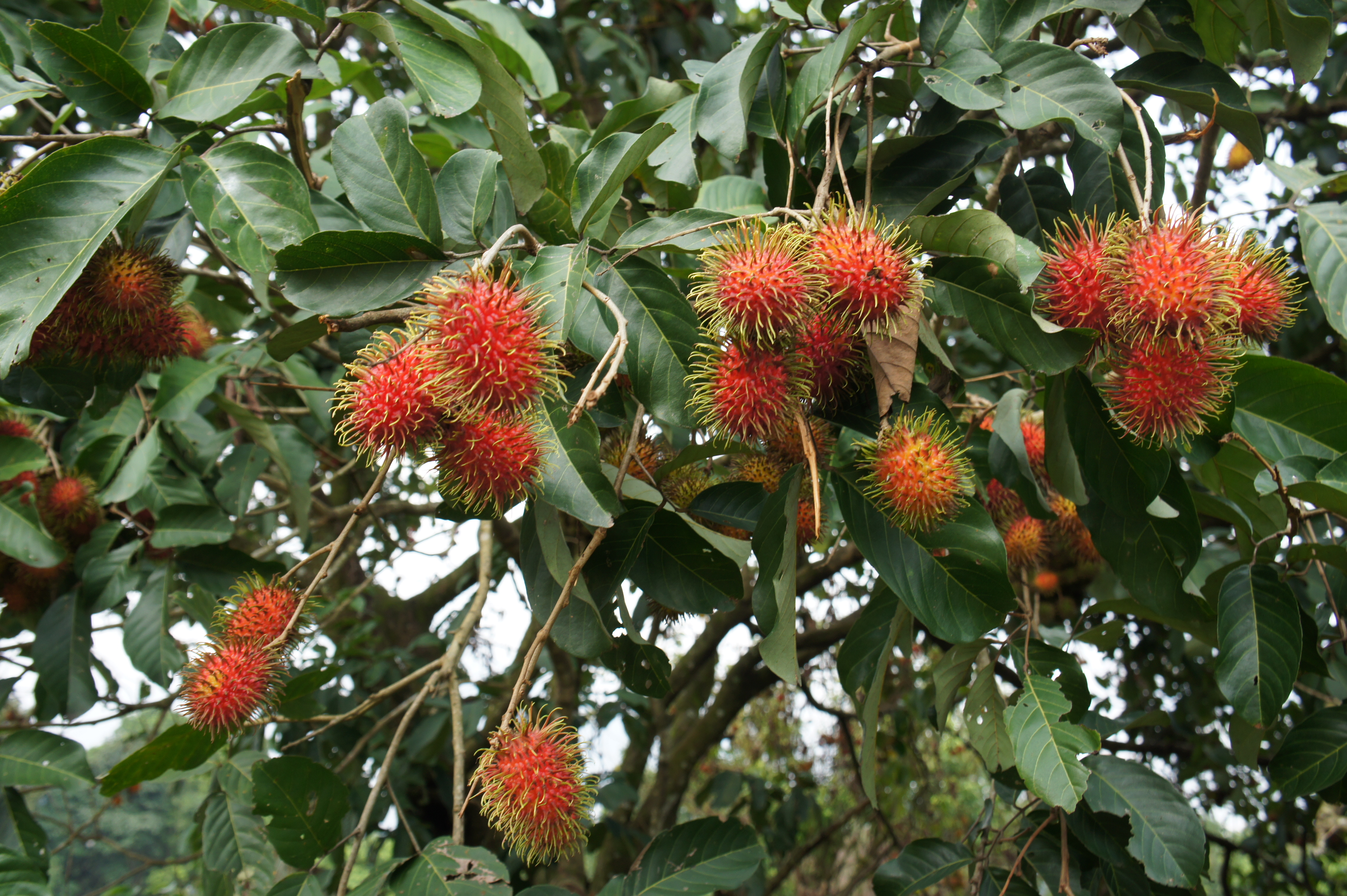
枝に実った状態の果実

ランブータンは温かい熱帯の気候に適応している一方、低温への耐性が無いので10℃以下の気温には極端に弱く、そのような地域では枯死する。このため商業的には赤道の南北15°以内の緯度の地域で栽培される。
中型の樹木は直立した幹をもち、直立で密集した樹形をなし、8-10mの高さに成長する。接ぎ木された栽培品種は普通はそれよりもコンパクトな形に育ち、高さ3-5mになる。
有機物を多く含んだ深い土壌でもっともよく育ち、良好な排水を要求するので傾斜した土地でよく育つ。実生（みしょう）由来の個体は酸味の強い果実をつけることが多いので、良質の果実をつける品種から接ぎ木、高取り法の取り木、芽接ぎでクローン個体を殖やすのが一般的である。種子から育った株は5-6年で果実をつける。熱帯アジアで選抜されてきた200以上の栽培品種が現存する。

## 花と性表現

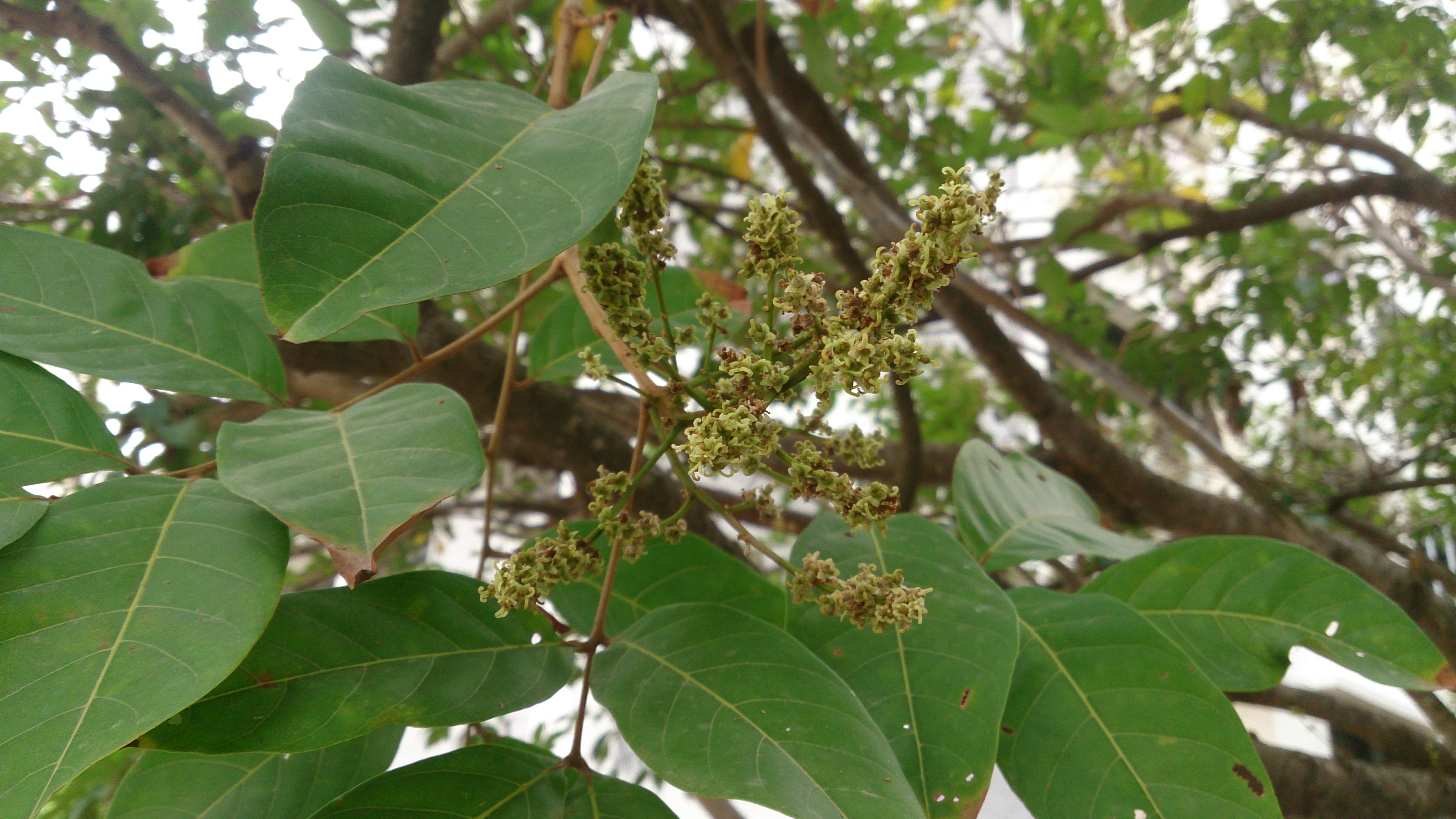
ランブータンの花

花は小型で2.5-5mm、無花弁で円盤状、枝の末端に30cmほどの長さの円錐花序をなす。性表現は複雑で、ランブータンの株は雄株（雄性の花のみをつけるので、果実はできない）、雌株（雌性のみ機能する花をつける）、雌雄同株（雌花と少数の雄花をつける）のいずれかである。

## 果実

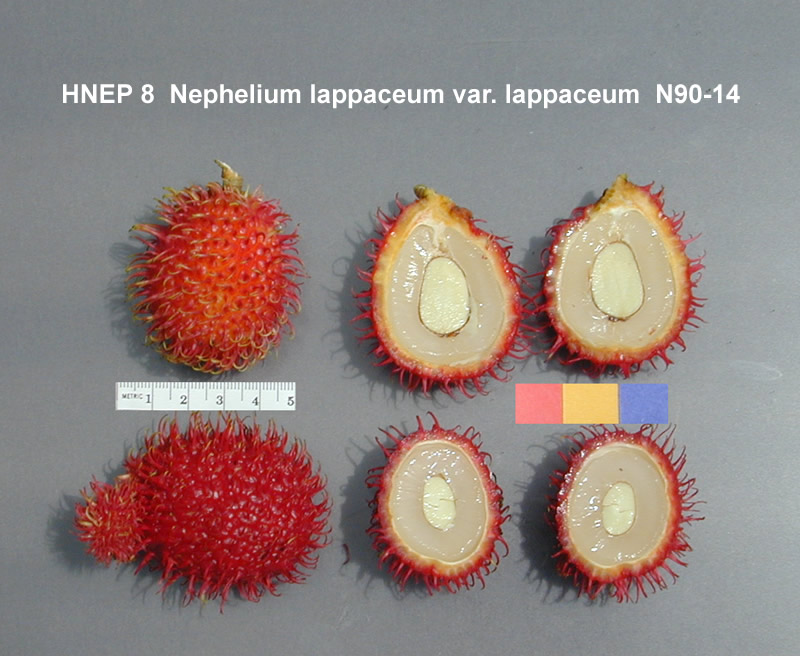
ランブータンの果実

果実は円形から長円形で長さ3-8cm、幅2-4cm、10-20個のまばらな集まりをなす。革質の果皮には柔らかい肉質の刺が密生し、そのためにマレー語の「毛」を意味する "rambut" からランブータンの名が付いた。仮種皮（種衣）はいくつかの品種では種子に密着しているが、種子から剥がれている品種もあり、食べやすいので需要が高い。明褐色の種皮をもち、1個ある種子は油脂に富み（オレイン酸とエイコサノニン酸が主要な脂肪酸）、工業的に重要で、食用油やセッケン製造に使われる。ランブータンの根、樹皮、葉は医薬品や染料として使われる。
ランブータンは年に2回結実する。長い結実期は晩秋から初冬にかけて、短い結実期が晩春から初夏にかけてである。果実は追熟が効かないので樹上で熟させなければならず、受粉後4-7週間の期間中に収穫される。果実は柔らかく痛みやすく、収穫の後で長期間の保存はできない。平均的な大きさの木は5,000-6,000個、あるいはそれ以上の果実をつける。重量にすると60-70kgである。単位面積当り収量は、若い果樹園では1haあたり1.2t、成熟した木ばかりの圃場では20tに達する。受粉を含めた果樹の管理と、収量の多い品種の導入で収穫が増えることが示唆されている。

## 送粉生態学

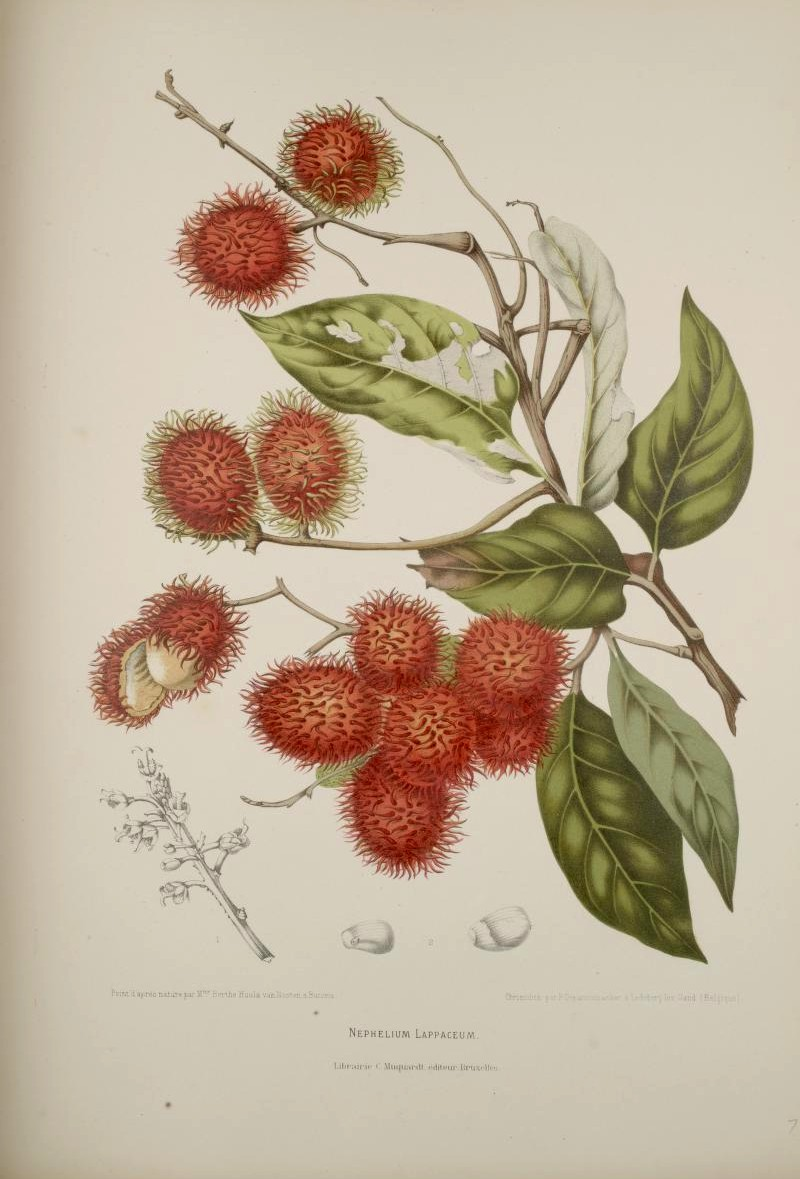
ランブータンの観察図

多くの商業的栽培品種は雌雄同株である。雄株がほとんど見られないのは、雌雄同株のクローンを選抜したからで、そのほうが結果につながる多くの雌花が得られ、花粉を産生する雄花がはるかに少数ですむからである。雄の円錐花序には3000をこえる緑がかった白色の花をつけ、それぞれの花には黄色の蜜腺と5-7本の雄しべと機能しない1本の雌しべがある。雌雄同株の花序には500程度の緑がかった黄色の花をつけ、普通二裂した6本の雄しべがあり、1本の雌しべには各々1つずつの胚珠を収めた2室の子房がある。受粉能力があるのは1日だが、送粉者が花粉を運んでこなければもう少し持続する。
マレーシアでのランブータンの開花は、4月から7月と、7月から11月にかけてで、通常は乾期の後の雨に反応して起こる。開花の季節は地域によって異なる。全てではないが、多くの場合には一日のうちの早い時間帯に開花する。盛りのときには1つの雌花序で100の花が毎日開花する。結実率は初期には25%になるが、落果が多いために収穫時には1-3%に低下する。開花のあと15-18週で熟す。
雄花も雌花もかすかに甘い匂いをさせ、子房の基部に機能的な蜜腺を持つ。雌花は雄花の2-3倍の蜜を生産する。糖度は18-47%で花の型によって一定している。ランブータンはマレーシアではハチの蜜源として重要である。
大半の機能上の雌花では花粉が生産されないため、他家受粉が必須である。いくつかの栽培品種では無配偶生殖が起こるが、研究によればランブータンはライチと同様に受粉のために昆虫を必要とする。マレーシアではわずか1%の雌花が結実するが、袋をかけた花では結実せず、人為的に受粉したものでは13%の結実率に達した。このことからさらに、花粉媒介者（ポリネーター）は雄株または雌雄同株のいずれか一方に偏って誘引されることが示唆される。自然条件下ではそのため、雄と雌の花の外交配が必要にもかかわらず、ポリネーターが花粉を運んでくる率が低くなり、受粉と結実が制限されていると考えられる。

## 訪花昆虫
匂いをもつランブータンの花は多くの昆虫、特にハチにとって魅力的である。ランブータンの訪花昆虫はミツバチ属（Apis spp.）とハリナシバチ属（Trigona spp.）のハナバチ、チョウ、ハナアブ科ハナアブ属の一種（Eristalis sp.）とクロバエ科キンバエ属の一種（Lucilia sp.）のハエである。トウヨウミツバチ（Apis cerana）のコロニーから飛来する働き蜂はランブータンの花に集まって大量の蜂蜜を作る。蜜を集めているハチは雌花の雄しべにも型にはまったように触れ、雄花からは大量の粘着性の花粉を集める。雌花に集まるハチにはほとんど花粉は見られない。雄花は早朝6時に開くが、トウヨウミツバチの活動は8時から11時の間がもっとも活発で、その後は急激に鈍くなる。タイでは、ランブータンの小規模な受粉にトウヨウミツバチが好んで使われる。

## ギャラリー

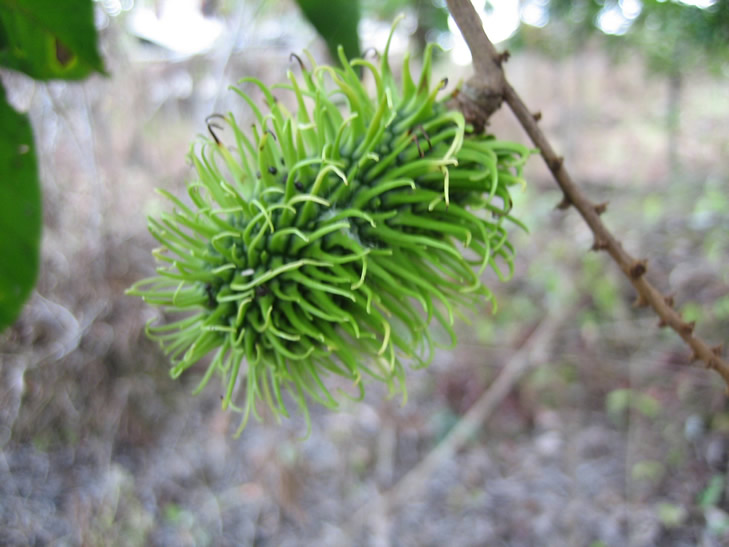
熟す前のランブータン
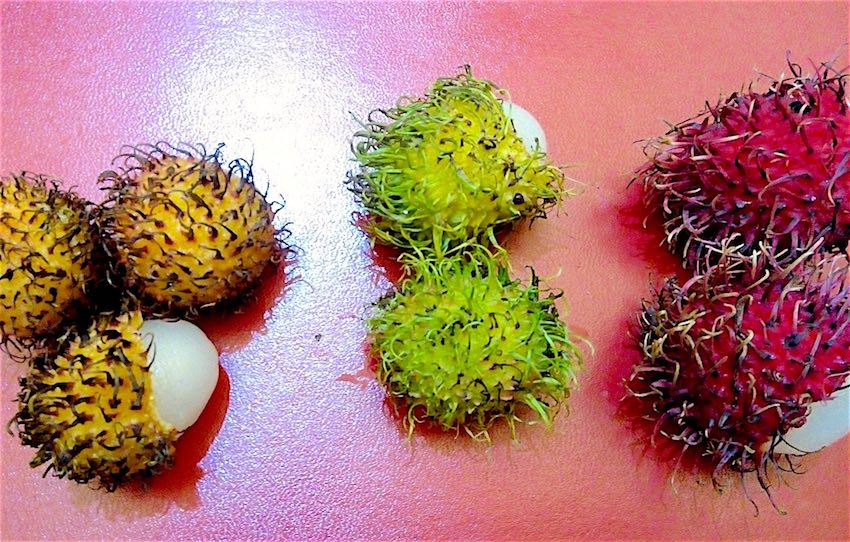
三色のランブータン
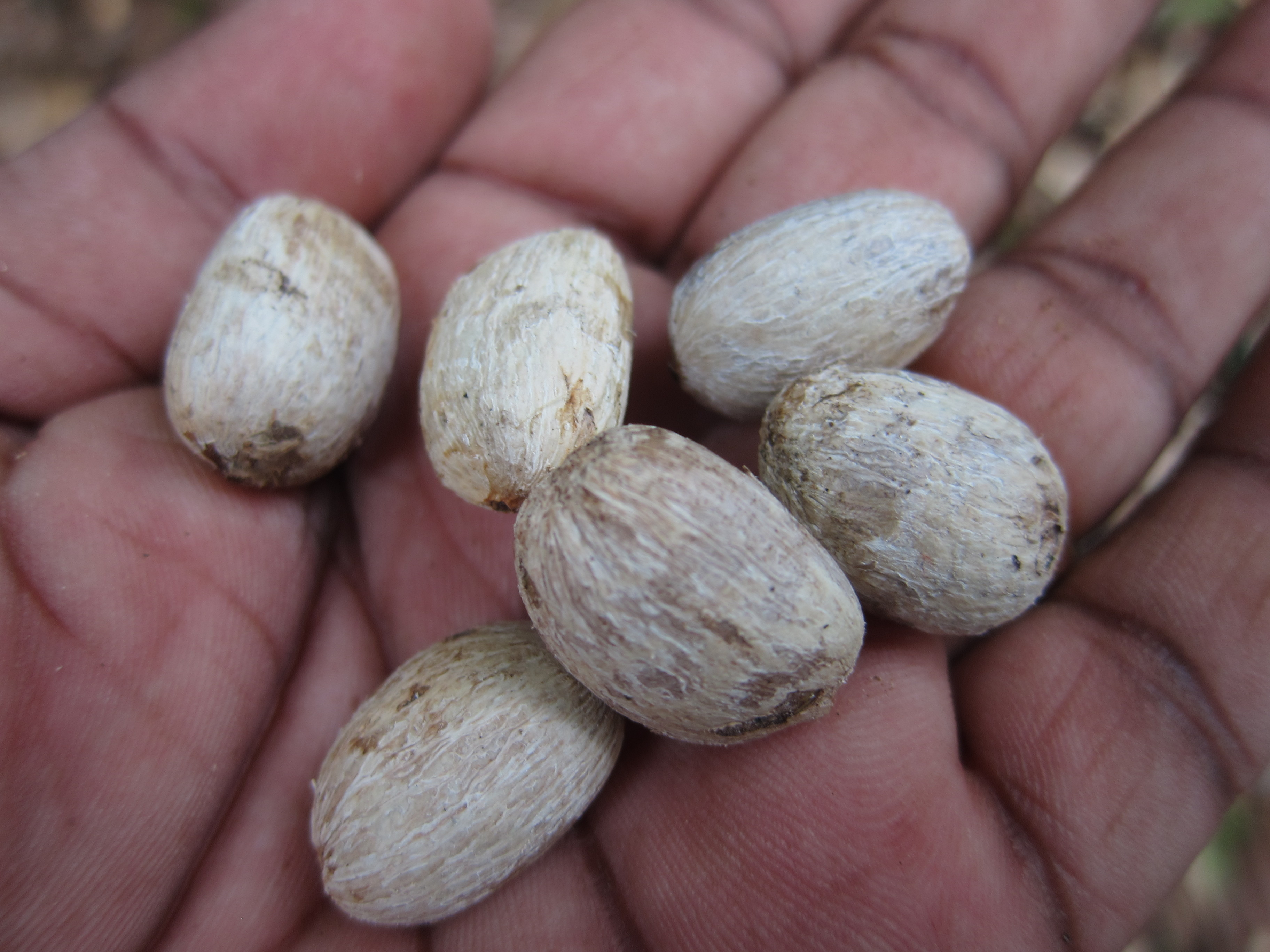
ランブータンの種子
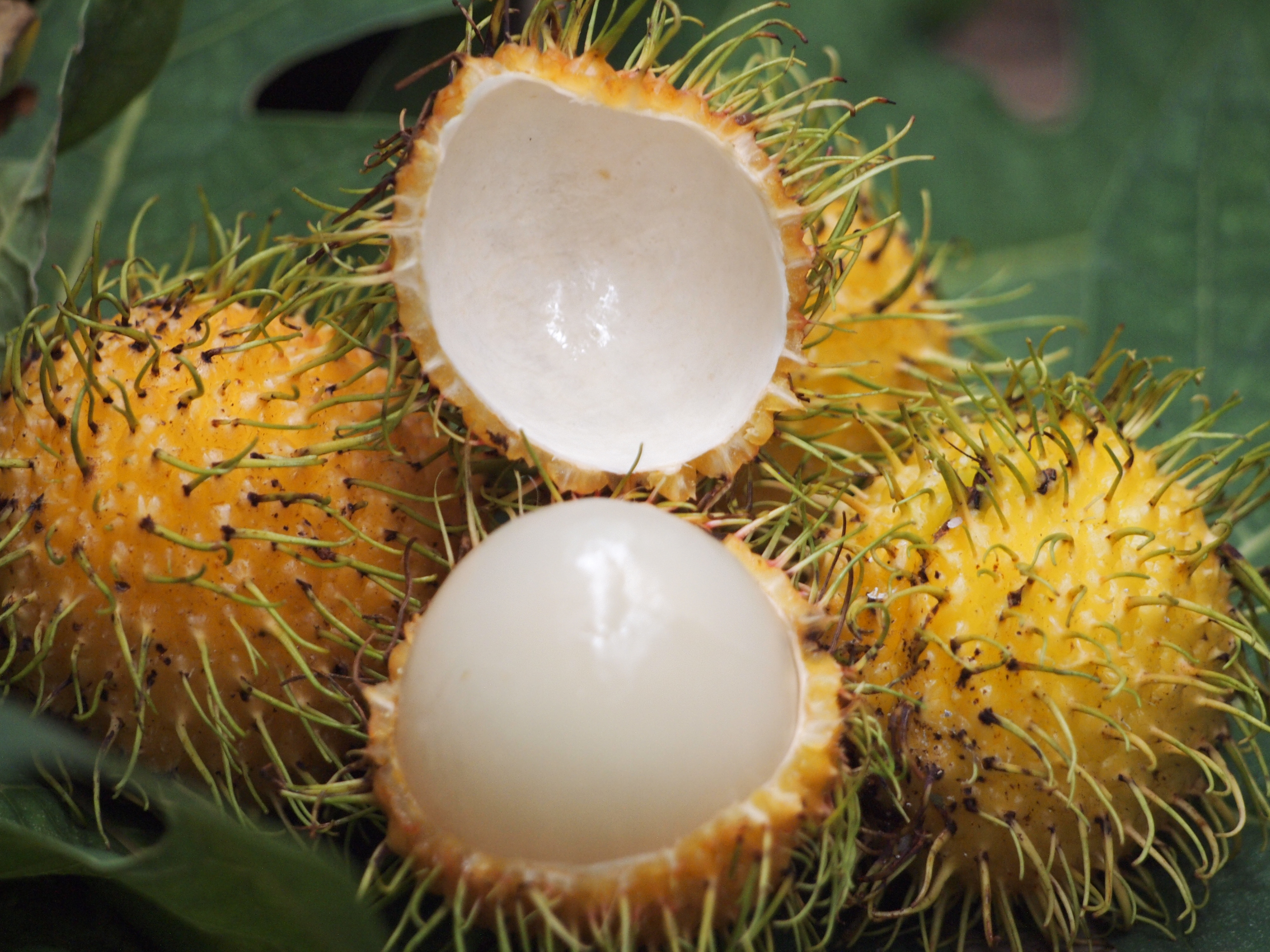
ランブータンの中身
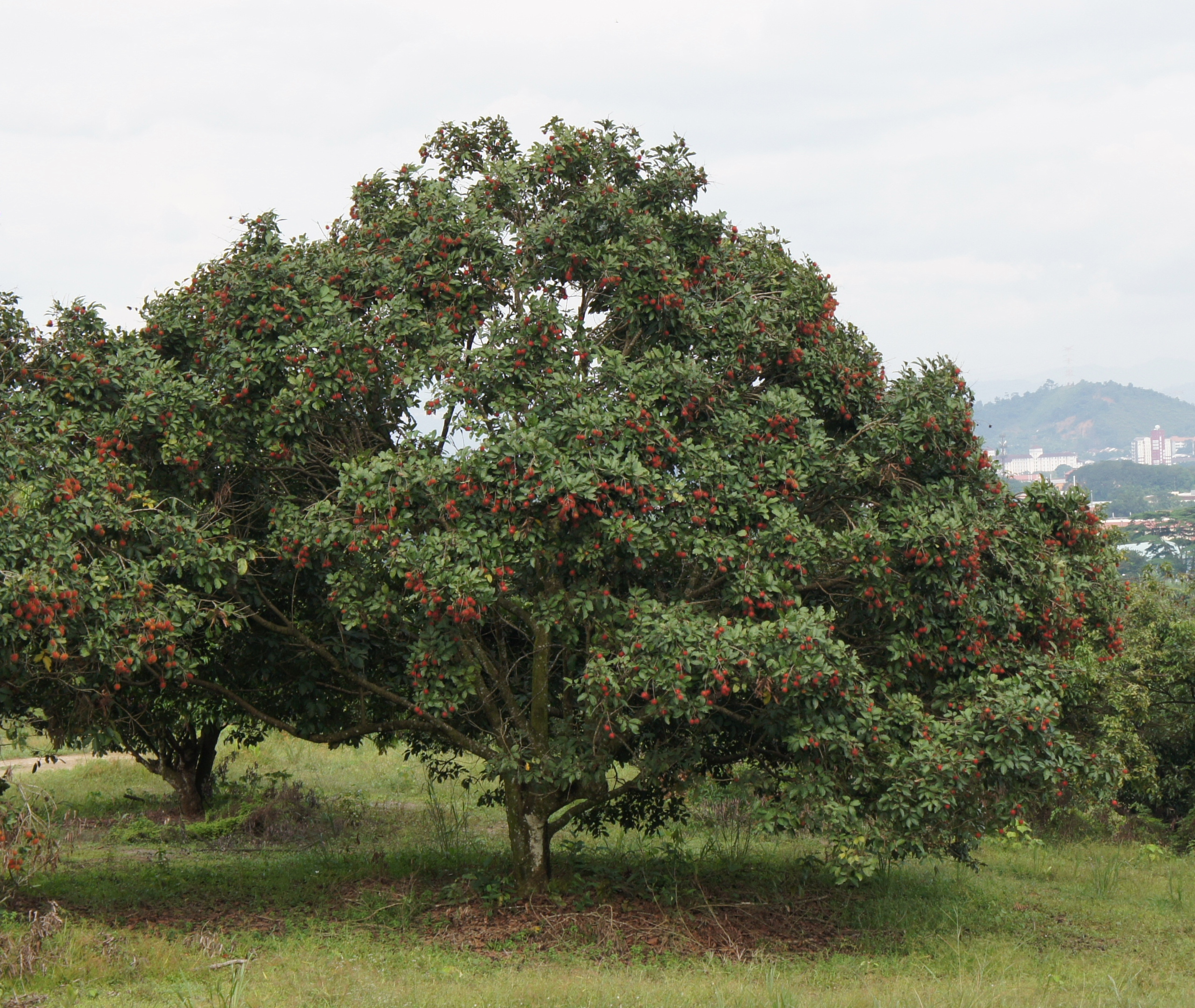
ランブータンの木